# Ahafos
Els ahafos són els membres d'un grup ètnic àkan que parlen l'ahafo, dialecte de la llengua àkan. El seu territori està situat al voltant de la ciutat de Kumasi, capital de la regió Aixanti, a Ghana. Hi ha entre 71.000 i 72.000 ahafos.

## Situació territorial
Els ahafos viuen al voltant de Kumasi, capital de la regió Aixanti.

## Llengua
Els ahafos tenen com a llengua materna el dialecte de l'àkan, l'ahafo. Segons el peoplegroups, la seva llengua és el twi.

## Religió
Segons el joshuaproject, el 85% dels ahafos són cristians, el 10% creuen en religions africanes tradicionals i el 5% són musulmans. El 70% dels ahafos cristians són protestants, el 15% són catòlics i el 15% pertanyen a esglésies independents. El 20% dels ahafos cristians pertanyen a moviments evangèlics. Segons el peoplegroups la religió primària dels ahafos és el protestantisme.